# موریس روستان
موریس روستان (فرانسوی: Maurice Rostand‎؛ ۲۶ مهٔ ۱۸۹۱ – ۲۱ فوریهٔ ۱۹۶۸) رمان‌نویس، نمایش‌نامه‌نویس و شاعر اهل فرانسه بود. او فرزند ادمون روستان و رزموند ژرار و برادر ژان روستان است.